# Знаци в Наска
Знаците в Наска, понякога наричани също геоглифи или рисунки, представляват древни линии, начертани на земната повърхност, намиращи се на територията на пустинята Наска в Перу, на около 400 километра от Лима.
Включени са в Списъка на световното културно и природно наследство на ЮНЕСКО през 1994 г.
Счита се, че са създадени от племена, известни като култура Наска, чиито цивилизация е била развита през периода от 200 г. пр.н.е. докъм 600 г. Тези линии варират от обикновени линии, представляващи прави, триъгълници, спирали до много по-сложни и стилизирани рисунки на паяк, колибри, лама, маймуна, риба и други. Най-големите са с дължина 270 метра, а общата им площ е 500 квадратни километра. Направени са като са премахнати червеникавите камъни, което позволява да се покаже белезникавата, почти бяла почва отдолу. Поради изключително сухия климат и липсата на ветрове, тези рисунки са се запазили през вековете. Изследователите на загадъчните знаци не са на единно мнение за тяхното предназначение, но много от тях предполагат, че са свързани с религиозни ритуали.

## История
Фигурите на Наска са открити през 1926 г. от археолозите Алфред Кроебер и Тотибио Мехиа Ксепсе. Първоначалните предположения за тяхното предназначение са че са част от древно напоително съоръжение.
През 1941 г. при полет Пол Късък от Университета на Лонг Айланд забелязва освен линиите и множество спирали, абстрактни форми и стилизирани рисунки на животни, врязани в каменистата повърхност на пустинята Наска. Той смята, че в определени моменти Слънцето застава на края на линиите и според него това е най-големият астрономически календар в света.
По-късно германската математичка Мария Райхе се заема с проучването, картографирането и измерването на линиите и това се превръща в цел на живота ѝ в продължение на пет десетилетия. През 1968 г. Ерих фон Деникен привлича вниманието на обществеността с тезата, че странните рисунки са всъщност древни хангари и писти за приземяване на летателни апарати на извънземни. И до днес археолози, астрономи и геолози продължават да изследват геоглифите в различни университети по света. От 1997 г. насам край намиращия се в близост град Палпа се провеждат мащабни перуано-германски научни изследвания. Проектът „Наска-Палпа" е ръководен от Джони Исла и Маркус Райндел от Немския археологически институт и е посветен на систематичното интердисциплинарно изследване на древните жители на областта и рисунките.
Колибрито е с дължина 50 метра, паякът – 46, кондорът се простира от клюна до опашката на почти 120 метра, гущерът е 188 метра, маймуната 110 m, косатката 65 m, пеликанът 285 m. Човекоподобните фигури са сравнително малко и са разположени по склоновете. Най-известната от тях е Астронавтът, дълъг 32 m, и Извънземното, открито през 1982 г. Почти всички рисунки са в огромен мащаб и направени по един и същи маниер – контурът е очертан с една-единствена непрекъсната линия. Истинската форма на изображението може да се наблюдава само от птичи поглед, т.е. от въздуха. На по-голяма височина обаче рисунките почти не се забелязват и се превръщат в непонятни „цапаници“. Самите линии представляват бразди с ширина 135 сантиметра и дълбочина до 40-50 сантиметра, при което се образуват бели линии на фона на червеникавата пустиня, която дължи цвета си на железния окис.

## Защита
В последно време съществуват известни притеснения, че линиите могат да пострадат от ерозията и замърсяването, които са следствие от изсичането на горите в района. През февруари 2007 година поради обезлесяването стават големи наводнения и свличания, но археолози, които извършват наблюдения на района след това установяват, че не са нанесени съществени щети.
Друг застрашаващ фактор е боклукът от съседния град Палпа.

## Теории
Има многобройни теории за това кой и защо е направил линиите в пустинята Наска. При самото им откриване през 1920-те години, когато са наблюдавани само от земята, се предполага, че са някаква древна система за напояване. Водата е най-важният източник на живот в Андите. Под пампата лежат подпочвени акведукти и кладенци. Според тази теория разположението им е показано от линиите.
Американският археолог Пол Късък малко по-късно предполага, че създаването им е дело на жаден за власт жрец, който използва познанията си по астрономия да манипулира и контролира тогавашното общество. През 1967 г. при наблюдения и опит да потвърди тези предположения, американският астрофизик Джерълд Хокинс не открива връзката между промените в движението на небесните тела и изображенията в Наска.
Две години по-късно Ерих фон Даникен оповестява станалата много популярна тогава идея, че линиите са дело на извънземни, които са ги ползвали като писти за космическите си кораби. Тази идея има кратък живот обаче тъй като не може да обясни много фактори като например предназначението на фигурите, които представляват животни и растения.
Според най-новата теория линиите в Наска са използвани като пътеки, по които да минават ритуални процесии. Всяка класа в обществото на наските притежава своя пътека като някои пътеки са свързани с астрономията и показват кога настъпва време за засяване, зимното и лятното слънцестоене и движението на небесните тела.
Окончателен и еднозначен отговор обаче все още не съществува.